# Nīþ
Nīþ (nórdico antigo níð; inglês antigo nīþ, nīð) ou Niðingr, a sociedade germânica, era um termo que implicava a perda da honra e a estigmatização do indivíduo como malvado. Em inglês médio existia um termo cognato, nithe, que significava "inveja", "ódio" ou "malícia".
Um termo relacionado era ergi, que comportava uma conotação de falta de virilidade.

## Níð, argr, ragreergi
Ergi e argr ou ragr podem ser consideradas especificamente palavras malsonantes ou graves insultos para acusar um indivíduo de "covarde" e, devido à gravidade e severidade do termo, as velhas leis escandinavas exigiam uma retribuição face a tal acusação ou, por omissão, o justo castigo para o acusador se não fosse correcto.
O código grágás islandés (lei do ganso gris) faz referência a três palavras equivalentes a "argr": ragr, strodinn e sordinn, as três significavam o rol passivo de um homem em actividades sexuais com outros homens. Outro conceito semántico de argr, ragr e ergi era, segundo o grágás, "sincero (próximo) amigo do feiticeiro".
Outros exemplos das leis escandinavas: A lei de Gulating refere-se a "não ser suficientemente homem", "ser um escravo" ou "seiðmaðr (feiticeiro)". As leis de Bergen também se referem ao "seiðmaðr", ou "o desejo de manter relações sexuais como macho passivo (kallar ragann)". A lei de Frostothing refere-se ao desejo masculino de manter fracas relações sexuais". Portanto, aparentemente o término ergi estava fortemente condicionado, não só no senso de bruxaria, falta de virilidade, debilidade e amaneiramento, também à luxúria e perversão sexual do ponto de vista dos povos nórdicos durante a Idade Média. Os Ergi ou efeminados eram considerados como indivíduos de excessiva luxúria roçando a toleima mais extrema.
O significado do adjectivo argr ou ragr (em anglosaxão "earg") estava vinculado a uma natureza ou aparência efeminada, especialmente em actos obscenos. Argr era o pior, o insulto mais depreciativo conhecido das línguas nórdicas. Segundo a lei islandesa, era esperado que o arguido matasse o seu acusador imediatamente. Se o acusado não respondia com violência, tinha o direito a demandar uma compensação com um duelo, o holmgang, exigindo a retirada do insulto ao acusador ou por defeito desafiá-lo à morte, com o fim de provar que o acusado não era um ser débil e cobarde por não responder apropriadamente.